# 藤原神居
藤原神居（日语：藤原 カムイ，1959年9月23日—），是日本东京都出身的角色设计师与漫画家。工作室「Studio2B」。

## 人物
东京都荒川区出生，本鄉学園高校設計科、桑泽设计研究所毕业，編輯暨作家竹熊健太郎是桑澤時代的友人。
1979年，以为名，处女作《朝如既往》获得第18届手塚奖佳作，同期获奖的还有野部利雄和北条司。1982年3月号《宝島》臨時增刊《宝島漫畫》的作品《巴別樂園》，採筆名出道。
深受大友克洋的影响，其作品典型特征为相当注重细节。「藤原」取自本名，筆名則是阿伊努语的高等神祇「神居」，從高中起开始使用。
代表作《雷火》；在海外以電玩漫畫《勇者鬥惡龍》系列著名。2004年8月15日，應邀來台出席第5屆漫畫博覽會簽名會。

## 主要活動

### 動畫
- THE CHOCOLATE PANIC PICTURE SHOW（ザ・チョコレートパニック・ピクチャーショー，原作、企劃、構成、動畫、創作者）
- 王立宇宙軍（王立宇宙軍 オネアミスの翼，製作及版面設計）
- 廣告鳥（アド・バード，角色設計、制作中止）

### 漫畫
- 精靈守護者（精霊の守り人，原作：上橋菜穂子）
- 雷火（原作：寺島優）
- 帝都物語（帝都物語，原作：荒俣宏）
- 殺戮戰場2.1（気分はもう戦争2.1，原作：矢作俊彦）
- 福神町綺譚（福神町綺譚）
- 勇者鬥惡龍系列
  - 勇者鬥惡龍 羅德的紋章（ドラゴンクエスト列伝 ロトの紋章）
  - 勇者鬥惡龍 羅德的紋章Returns（ドラゴンクエスト列伝 ロトの紋章Returns）
  - 勇者鬥惡龍 羅德的紋章 ～紋章的繼承者～（ドラゴンクエスト列伝 ロトの紋章 〜紋章を継ぐ者達へ〜）
  - 勇者鬥惡龍 伊甸的戰士們（ドラゴンクエスト エデンの戦士たち）
- 西遊記（西遊記）
- 学園漂流記（聖ミカエラ学園漂流記，原作：高取英）
- 犬狼傳說（犬狼伝説，原作：押井守）
- 超異象之謎（ウルトラQ）
- H2O Image
- HOT愛Q（HOT愛Q）
- CHOCOLATE PANIC（チョコレート パニック）
- DEJAVU（デジャヴ）

### 遊戲
- 艾爾梵迪亞傳奇（エルヴァンディアストーリー，角色設計）
- 天地創造（天地創造，角色設計）
- 冒險奇譚X（グランディア エクストリーム，角色設計）
- 46億年物語 前往遙遠的伊甸（46億年物語 はるかなるエデンへ，角色設計）
- 幻想國物語 ～奧勒德王國～（ワールド・ネバーランド 〜オルルド王国物語〜，外裝設計）

### 特攝
- 地球防衛未亡人（地球防衛未亡人，制服設計）